# Diceroscalpellum projectum
Diceroscalpellum projectum is een rankpootkreeftensoort uit de familie van de Scalpellidae.